# Hofkirchen an der Trattnach
Hofkirchen an der Trattnach ist eine österreichische Marktgemeinde in Oberösterreich im Bezirk Grieskirchen  im Hausruckviertel mit 1728 Einwohnern (Stand 1. Jänner 2024).

## Geografie
Hofkirchen an der Trattnach liegt auf 389 m Höhe im Hausruckviertel. Die Ausdehnung beträgt von Nord nach Süd 7,1 km, von West nach Ost 4,9 km. Die Gesamtfläche beträgt 17,9 km². 10,6 % der Fläche sind bewaldet, 79,3 % der Fläche sind landwirtschaftlich genutzt.

### Gemeindegliederung
Das Gemeindegebiet umfasst folgende 16 Ortschaften (in Klammern Einwohnerzahl Stand 1. Jänner 2024):
- Aigen (77)
- Brunham (115)
- Gassen (78)
- Hof (45)
- Hofkirchen an der Trattnach (843)
- Jungroith (47)
- Panbruck (27)
- Pichl (31)
- Regnersdorf (68)
- Ruhringsdorf (74)
- Schallbach (26)
- Sinzing (16)
- Sommerfeld (29)
- Still (49)
- Strötting (87)
- Weng (116)

Die Gemeinde besteht aus den Katastralgemeinden Gassen, Hofkirchen, Schallbach und Still.
Die Gemeinde gehört zum Gerichtsbezirk Grieskirchen.

### Nachbargemeinden
| Wendling   | Taufkirchen                                 |             |
| Rottenbach | Kompassrose, die auf Nachbargemeinden zeigt | St. Georgen |
| Weibern    | Aistersheim                                 |             |

## Geschichte
Nach dem Abzug der Römer wurde die Gegend im 6. und 7. Jahrhundert durch die Bajuwaren besiedelt. Davon zeugen noch die ältesten Ortsnamen mit der Endung auf -ing, -ham und -kirchen. Die Edelsitze Still, Sinzing, Brunham, Weng und Burgstall entstanden. Während der Herrschaft Herzog Tassilos wird im Jahre 785 der Ort erstmals urkundlich erwähnt. Diese älteste bekannte Urkunde berichtet von der Konsensschenkung des hier ansässigen bajuwarischen Edlen Lantperth. Er übergab große Teile seines Besitzes der Kirche zum heiligen Johannes im Trattnachtale und diese an das Hochstift von Passau.
Nach dem Sieg über die Ungarn 955 am Lechfeld und der Befestigung der Ostmark durch das Geschlecht der Babenberger stabilisierte sich die Lage. Die Urbarmachung der Wälder ermöglichte die Inbesitznahme des Gebietes durch die eingewanderten Sippen.
Der Dreißigjährige Krieg hinterließ Spuren, als bayrische Truppen 1620 über den Hausruck zogen und unter ihrem Obersten Haslang das Dorf nachhaltig verwüsteten. Damals ging auch die gotische Kirche in Flammen auf und es dauerte fast 100 Jahre, bis sie durch Pfarrer Prechensteiner 1712–1716 als Barockkirche wiederhergestellt wurde.
Der Bauernkrieg von 1626 und 1632, in unmittelbarer Nähe ausgetragen, forderte große Opfer. Die während der Gegenreformation einsetzenden Repressalien waren noch schlimmer als die Zustände während des Krieges.
Unter den Franzoseneinfällen in den Jahren 1800–1801, 1805/1806 und 1809 hatte Hofkirchen durch Plünderungen, erzwungene Ablieferungen und andere Zwangsmaßnahmen zu leiden.
Die Bauernbefreiung durch Hans Kudlich enthob die Bevölkerung nach 1848 von der Leibeigenschaft und der Untertanspflicht.
Der Neubau der Volksschule erfolgte im Jahre 1926, die Markterhebung war 1928.
Der Zweite Weltkrieg (1939–1945) forderte, wie das Kriegerdenkmal es bezeugt, zahlreiche Opfer unter der männlichen Bevölkerung Hofkirchens. Nach Kriegsende setzte die Industrialisierung ein und damit kam ein wirtschaftlicher Wohlstand. Das Gemeindeamt, die Hauptschule wurden gebaut, die Ortswasserleitung errichtet, der Ort kanalisiert, die Trattnach reguliert und dadurch der Ort vor Hochwasser geschützt.

### Bevölkerungsentwicklung
1991 hatte die Gemeinde laut Volkszählung 1.478 Einwohner, 2001 dann 1.508 Einwohner. Gab es von 1991 bis 2001 eine Abwanderung, so sind von 2001 bis 2011 sowohl die Geburtenbilanz als auch die Wanderungsbilanz positiv, sodass die Bevölkerungszahl auf 1.596 im Jahr 2011 stieg.

## Kultur und Sehenswürdigkeiten
- Katholische Pfarrkirche Hofkirchen an der Trattnach hl. Johannes der Täufer: Die Kirche wurde von 1712 bis 1716 unter Dechant Moritz Prechensteiner aus Sarnthein in Tirol mit dem Barockbaumeister Jakob Pawanger erbaut. Die Freskenmalerei schuf Wolfgang Andreas Heindl aus Wels. Der Ausbau des Kirchturmes erfolgte mit dem Barockbaumeister Johann Gotthard Hayberger aus Steyr.

## Wirtschaft und Infrastruktur

### Unternehmen
- Das Heiztechnik-Unternehmen ETA Heiztechnik hat seinen Sitz in Hofkirchen an der Trattnach.

### Verkehr
- Straße: Der Ort Hofkirchen liegt direkt an der B 141 Rieder Straße Richtung Ried/Innkreis bzw. Wels. Die nächste Autobahn ist die A8 (Innkreisautobahn), die über die Auffahrten Haag oder Meggenhofen erreichbar ist.

- Bahn: Die nächstgelegenen Bahnhöfe sind Obertrattnach-Markt Hofkirchen in der Nachbargemeinde Taufkirchen an der Trattnach für Regionalbahnen sowie Grieskirchen und Neumarkt-Kallham für Regionalexpress-Verbindungen Richtung Linz und Passau.

### Bildung
- Volksschule: Der Bau wurde 1928 feierlich eingeweiht. Erst 1953 wurde die Wasserleitung und 1958 eine Zentralheizung eingebaut. 1979 begann man mit Renovierungsarbeiten, die bis 1981 dauerten.
- Mittelschule: Mit dem Bau wurde 1973 begonnen; er wurde 1975 (damals als Hauptschule) fertiggestellt und 1976 eingeweiht. Die MS Hofkirchen wird auch von den umliegenden Gemeinden Aistersheim, Taufkirchen an der Trattnach, Rottenbach, Weibern und  St. Georgen genutzt.
- Landesmusikschule Hofkirchen an der Trattnach: die Landesmusikschule ist eine Zweigstelle der Landesmusikschule Grieskirchen und befindet sich an der Hauptstraße Nr. 24[3]

## Politik

### Gemeinderat
Der Gemeinderat hat insgesamt 19 Mitglieder.
- Mit den Gemeinderats- und Bürgermeisterwahlen in Oberösterreich 2003 hatte der Gemeinderat folgende Verteilung: 11 ÖVP, 5 SPÖ und 3 FPÖ. (19 Mandate)
- Mit den Gemeinderats- und Bürgermeisterwahlen in Oberösterreich 2009 hatte der Gemeinderat folgende Verteilung: 8 ÖVP, 4 FPÖ und 3 SPÖ. (15 Mandate)
- Mit den Gemeinderats- und Bürgermeisterwahlen in Oberösterreich 2015 hatte der Gemeinderat folgende Verteilung: 10 ÖVP, 6 FPÖ und 3 SPÖ (19 Mandate).[4]
- Mit den Gemeinderats- und Bürgermeisterwahlen in Oberösterreich 2021 hat der Gemeinderat folgende Verteilung: 10 ÖVP, 5 FPÖ und 4 SPÖ (19 Mandate).[5]

### Bürgermeister
Bürgermeister seit 1945
- 1945–1949 Karl Andessner
- 1949–1967 Johann Zahrhuber
- 1967–1990 Franz Eibelhuber (ÖVP)
- 1990–1991 Josef Königmair (ÖVP)
- 1991–2021 Alois Zauner (ÖVP)
- seit 2021 Josef Gadermeier (ÖVP)

### Wappen
Der Steinbock ist dem Wappen des Pfarrers Moritz Prechensteiner, des größten Wohltäters Hofkirchens, entnommen. Der schale silberne Wellenbalken erinnert an die Trattnach. Die vier Weizenähren im unteren Teil des Wappenschildes deuten an und weisen zugleich mit dem grünen Grund auf die überragende Bedeutung der Landwirtschaft für den Markt hin.
Blasonierung: Geteilt von Rot und Grün durch einen silbernen, schmalen Wellenbalken; oben ein silberner, schwarz gewaffneter, wachsender Steinbock, unten vier goldene, fächerförmig auswärts geneigte, vom Schildfuß ausgehende Weizenähren.
Die Gemeindefarben sind Grün-Weiß-Rot.

### Gemeindepartnerschaften
- seit 1976  Hofkirchen an der Donau in Bayern[7]

## Persönlichkeiten

### Söhne und Töchter der Gemeinde
- Johann Paul Kaltenbaeck (1804–1861), Geschichtsforscher
- Johann Anzengruber (1810–1844), Schriftsteller, Vater von Ludwig Anzengruber
- Johann Pabst (1860–1926), Politiker (CSP), Mitglied des Abgeordnetenhauses 1907–1911[8]
- Herbert Aspöck (* 1966), Landwirt, Politiker (FPÖ/BZÖ) und Landtagsabgeordneter